# Johann Zak
Johann Zak (20. Juni 1903 in Wien – 31. Oktober 1944 in Wien) war ein österreichischer Feuerwehrmann und Widerstandskämpfer gegen den Nationalsozialismus. Er wurde in einer öffentlichen Hinrichtung am Schießplatz Kagran vor rund 600 anderen Feuerwehrmännern vom NS-Regime erschossen.

## Leben
Zak war Hauptwachtmeister der Feuerschutzpolizei. Er gehörte einer kommunistischen Widerstandsgruppe in der Wiener Feuerwehr an und kassierte Mitglieds- und Spendenbeiträge für die Rote Hilfe ein. „In den Februartagen 1943 rollte die Verhaftungswelle der Wiener Gestapo gegen Feuerwehrleute an. Insgesamt konnte die Gestapo 48 Zellenmitglieder dieser Widerstandsgruppe eruieren“. Am 22. Februar 1943 wurde auch Zak von der Gestapo in Haft genommen.

### Schauprozess
Ab Herbst 1939 zählte die Feuerwehr als Feuerschutzpolizei zu den Ordnungsstreitkräften. Daher lag die Gerichtszuständigkeit beim Obersten SS- und Polizeigericht in München. Dort wurden über fünfzig Wiener Feuerwehrmänner angezeigt, angeklagt und schließlich in einer fast zweiwöchigen Verhandlung in Wien (vom 13. bis 25. März 1944) wegen „Vorbereitung zum Hochverrat“ und „Landesverrats“ fast allesamt schuldig gesprochen. Der Widerstandskämpfer Josef Schwaiger beging noch während des Prozesses Selbstmord. 41 Feuerwehrmänner erhielten lebenslange oder mehrjährige Zuchthausstrafen. Johann Zak sowie seine Berufskollegen Franz Pascher, Hermann Plackholm, Johann Perthold und Oskar Schlaf wurden zum Tode verurteilt.
Nach dem Urteil wurden die Feuerwehrmänner in das KZ Mauthausen eingewiesen. Von dort wurde Zak am 27. Oktober 1944 gemeinsam mit den anderen zum Tode Verurteilten nach Wien rücküberstellt. Jedoch nur er und Hermann Plackholm wurden tatsächlich hingerichtet. Den drei anderen Verurteilten wurde, im Anschluss an die Erschießung der beiden, ihre Begnadigung zu lebenslangem Zuchthaus mitgeteilt.

### Abschiedsbrief an die Mutter
Seinen letzten Brief richtete Johann Zak an seine Mutter, mit der er in einem gemeinsamen Haushalt gelebt hatte:

„Nur zu helfen war mein Lebenszweck. Den Menschen zu helfen, welche in Not sind, ist doch ein wunderbares Gefühl. Und ich habe geholfen, als Feuerwehrmann sowie als Kamerad. Darauf bin ich auch in meinen letzten Stunden stolz. Denn ich fürchte den Tod nicht, denn mein Gewissen ist rein und frei.“

### Hinrichtung am Schießplatz Kagran

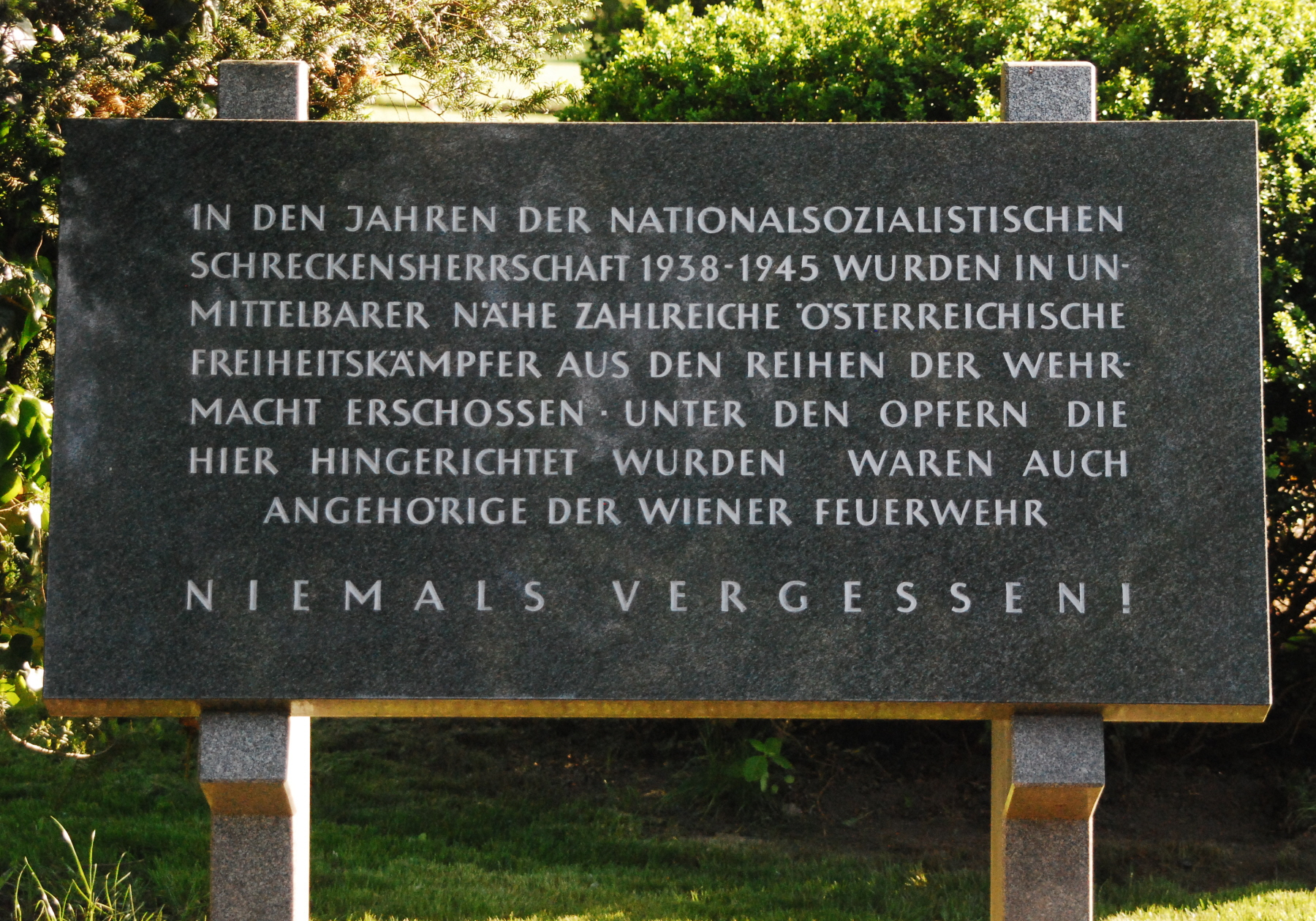
Gedenkstein am Schießplatz Kagran

„Ein menschenverachtendes Schauspiel inszenierten die Nationalsozialisten bei der Hinrichtung von Wiener Feuerwehrmännern am 31. Oktober 1944.“ Am Militärschießplatz Kagran wurden zwischen 1940 und 1945 zahlreiche Hinrichtungen durch Erschießen durchgeführt. Er gilt seither als eine der wichtigen Wiener Hinrichtungsstätten. Die genaue Zahl der Exekutierten lässt sich nicht exakt ermitteln, doch geht man unterdessen von mindestens 129 Personen aus. Hingerichtet wurden hier hauptsächlich Angehörige der deutschen Wehrmacht, die Gründe waren „Zersetzung der Wehrkraft“, Fahnenflucht und so weiter.
Als besondere Abschreckung gedacht war die für den 31. Oktober 1944 angeordnete Hinrichtung von fünf wegen „Vorbereitung zum Hochverrat“ und „Feindbegünstigung“ verurteilten Feuerwehrmännern aus Wien. Abgesehen von den Feuerwehrmännern, die in ihren Dienststellen Bereitschaftsdienst hatten, mussten alle anderen Wiener Feuerwehrleute in Uniform auf dem Schießplatz antreten. Zu ihrem Transport wurden Sonderzüge der Straßenbahn organisiert. Nichterscheinen oder zu spätes Erscheinen wurden unter Strafe gestellt. Vor den Augen der Kameraden wurden die ersten beiden der an Pfählen festgebundenen Feuerwehrmänner Hermann Plackholm und Johann Zak erschossen. Den drei anderen zum Tode Verurteilten – Franz Pascher, Johann Perthold und Oskar Schlaf – wurde ihre Begnadigung zu lebenslangem Zuchthaus mitgeteilt. Sie wurden zurück ins Konzentrationslager Mauthausen gebracht, wo sie bereits auf ihre Hinrichtung gewartet hatten.

„Wir 3 wurden von der Todesstrafe zu lebenslang begnadigt u. [und] mußten bei der Erschießung der beiden anderen Gen. [Genossen] als abschreckendes Bsp. [Beispiel] anwesend sein. Am frühen Morgen wurden wir wieder gefesselt und unter brutaler Behandlung mittels Schubwagen zur Richtstätte am Schießplatz Kagran geführt. Bevor wir noch ankamen, verabschiedeten wir uns von den zwei zum Tode verurteilten Genossen. Verließen den Schubwagen und gingen ohne uns zu führen jeder zu seinem Pfahl, wo wir im gefesselten Zustande von Brust bis zu den Füßen mit Stricken angebunden wurden. Vor uns standen 600 Mann der WBF [Wiener Berufsfeuerwehr], die als abschreckendes Bsp. [Beispiel] hinkommandiert wurden. Nach nochmaligem Verlesen des Urteils wurden den beiden Gen. [Genossen] [Plackholm und Zak] in der Herzgegend mit Kreide Kreise gezogen, die Binden vor die Augen gegeben, die sie zwar verweigerten, ein kurzer Befehl und wir hatten zwei brave herrliche Gen. [Genossen] verloren, die aber in unserem Geist immer fortleben werden.“

Erst einige Jahre nach ihrem Tod, nämlich im Herbst 1949, wurden in der Schachtgräberanlage der Gruppe 40 des Wiener Zentralfriedhofes, in der Reihe 20, Grab 190, die hier verscharrten Leichen von Hermann Plackholm und Johann Zak gefunden.

## Gedenken

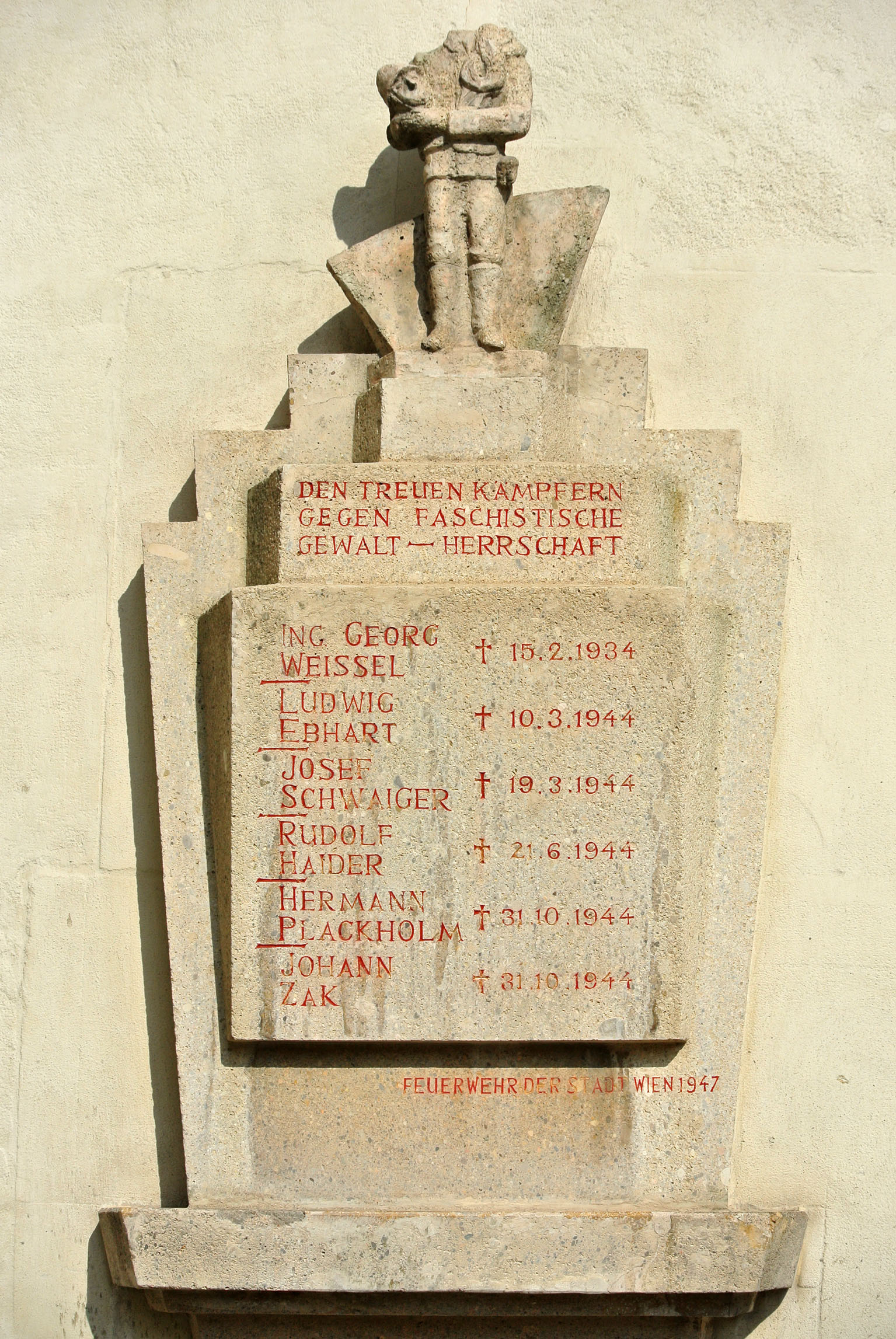
Gedenkstein an der Zentralfeuerwache Am Hof, Wien Innere Stadt

Seit 1947 erinnert das Denkmal für die vom Faschismus ermordeten Feuerwehrmänner an der Wiener Feuerwehrzentrale Am Hof an den Widerstandskämpfer gegen den Austrofaschismus Georg Weissel und an fünf Opfer der NS-Justiz, die Kommunisten Ludwig Ebhart, Josef Schwaiger, Rudolf Haider, Hermann Plackholm und Johann Zak. Das Denkmal wurde von Mario Petrucci gestaltet und zeigt einen enthaupteten Feuerwehrmann, der seinen Kopf im rechten Arm hält.
1988 wurde in Wien-Aspern eine Straße nach dem Hingerichteten benannt, der Johann-Zak-Weg.